# Ernest Blanc-Garin

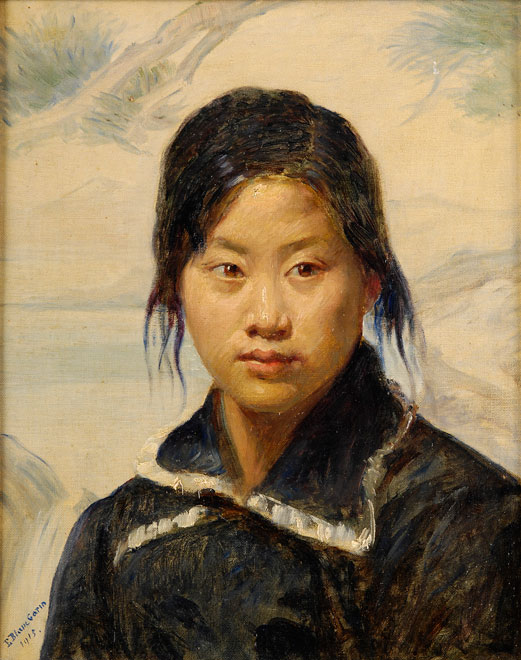
Porträt einer jungen Chinesin

Ernest-Stanislas Blanc-Garin (* 8. Oktober 1843 in Givet; † 1916 in Schaerbeek) war ein belgischer Porträts- und Landschaftsmaler.
Er kam 1863 nach Brüssel und wurde Schüler von Jean-François Portaels. Danach ging er nach Paris und trat dem Studio von Alexandre Cabanel bei, wurde Student der Ecole des Beaux-Arts. Er nahm 1867 am Prix-de-Rome-Wettbewerb teil („Die Ermordung von Laïus durch Ödipus“) und erhielt 1868 eine lobende Erwähnung bei diesem Wettbewerb.
Nach einem Aufenthalt in Italien ließ er sich 1871 dauerhaft in Brüssel nieder und eröffnete eine private Malakademie. Zu seinen Schülern und Schülerinnen gehörten u. a. Anny Kernkamp, Rudolf Hause, Frans Oerder, Jo Koster, Marguérite Dielman und Adriana van Rees-Dutilh.
1880 malte er zwei große Kompositionen, die den Senat in einer Sitzung und die Repräsentantenkammer in einer Sitzung darstellten.
1891 wurde er eines der Gründungsmitglieder der Société des Beaux-Arts de Bruxelles.